# Maurice Gilliamsprijs
De Maurice Gilliamsprijs is een literatuurprijs die van 1985 tot 2002 vierjaarlijks werd toegekend voor een in het Nederlands geschreven verzenbundel, een essay over poëzie of een compleet poëtisch oeuvre. De prijs is vernoemd naar de Vlaamse dichter Maurice Gilliams (1900-1982) wiens weduwe M. de Raeymakers de prijs oprichtte. De Maurice Gilliamsprijs wordt toegekend door de Koninklijke Academie voor Nederlandse Taal- en Letterkunde in Gent. In 2003 werden de prijzen van KANTL gereorganiseerd en werden nieuwe vijfjaarlijkse prijzen toegekend, waarin de Maurice Gilliamsprijs in op ging.

## Gelauwerden
- 2002 - Stefan Hertmans voor Goya als hond
- 1998 - Gwij Mandelinck voor Overval
- 1994 - Frans Deschoemaeker voor Beginselen van archeologie
- 1990 - Marleen De Crée voor verzameld werk